# 春名亜美
春名 亜美（はるな あみ、1983年3月18日 - ）は、日本のタレント、読者モデル、ファッションプロデューサー。奥田順子・春名亜美・村上実沙子による、ユニット "JAM" で活動。

## プロフィール
- 趣味 : 雑誌を読むこと、ショッピング
- 特技 : 仏検2級
- 「会えたら死んでもいい」というほどの浜崎あゆみの大ファンで、彼女のメイク、髪型などを「意識しているのではなく、真似している」と述懐した。

## 略歴
- 兵庫県立播磨南高校から、甲南女子大学に入学。
- セレクトショップ『FROM FIRST Musee』のプロデューサーとしてつとめていた。
- 2010年1月1日に入籍したことをブログで発表した。

## 広告
- Angel Eyes「終日装用ソフトコンタクトレンズ」イメージモデル（2010年～）
- アイム「ライスフォース」イメージキャラクター（2010年～）